# Dunstaffnage Chapel

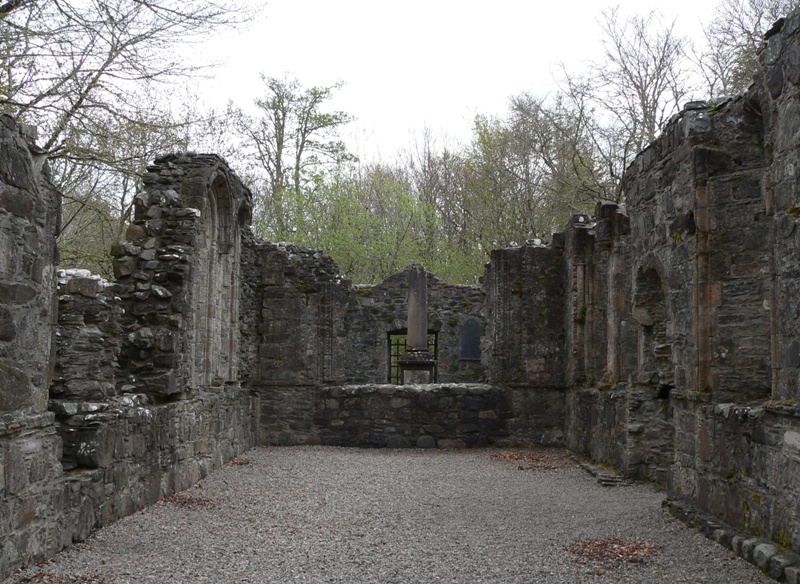
Interieur van Dunstaffnage Chapel met achteraan aan de oostzijde het mausoleum van de Campbells.

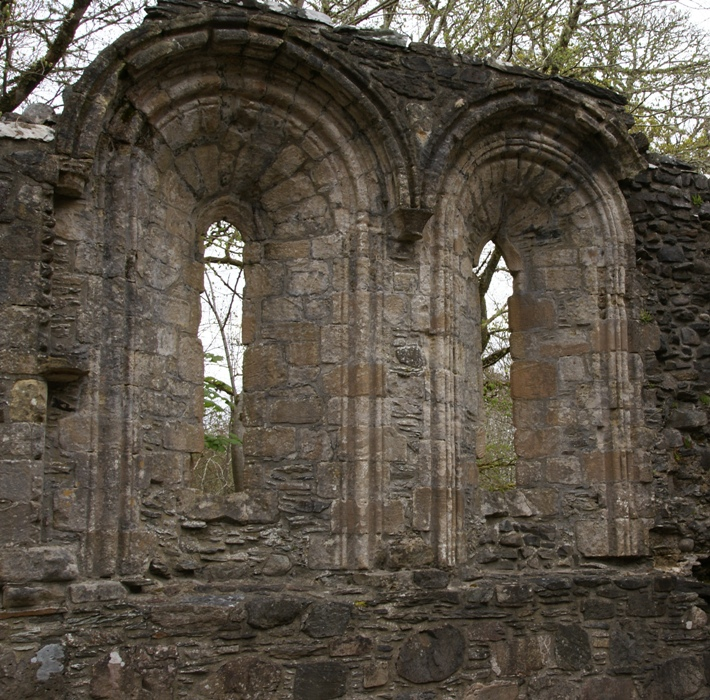
Dubbele spitsboogvensters.

Dunstaffnage Chapel is (de ruïne van) een dertiende-eeuwse kapel nabij Dunstaffnage Castle, gelegen zo'n vijf kilometer ten noordoosten van Oban in de Schotse regio Argyll and Bute.

## Geschiedenis
Dunstaffnage Chapel werd rond 1220 gebouwd door Duncan MacDougall, tegelijkertijd met Dunstaffnage Castle. De kapel was de familiekapel voor het kasteel en is nooit gebruikt als parochiekerk.
In 1463 werd John Stewart of Lorn, de door de kroon aangestelde beheerder van Dunstaffnage Castle, dodelijk verwond door Alan MacDougall toen hij op weg was van het kasteel naar de kapel om de moeder van zijn zoon te huwen om zo de zoon tot zijn wettige erfgenaam te maken. John Stewart wist nog voor zijn dood zijn huwelijksgelofte voor het altaar van de kapel te geven.
In 1740 werd de ruïneuze kapel aan de oostzijde uitgebreid met een mausoleum voor de Campbells van Dunstaffnage.

## Bouw
Dunstaffnage Chapel ligt in het bos zo'n 150 meter ten zuidwesten van Dunstaffnage Castle.
De architectuur van het gebouw werd geïnspireerd door de architectuur van de Ierse kerken. Andere kerken in het gebied, zoals Iona Nunnery en Ardchattan Priory, vertonen vergelijkbare karakteristieken. De kapel bestaat uit één rechthoekige ruimte van twintig meter lang en zes meter breed, die oost-west georiënteerd is. Deze ruimte werd oorspronkelijk door een houten scherm werd verdeeld in een schip en een kansel. In de zuidmuur is nog een holte te zien waarin het scherm bevestigd werd.
De kapel heeft drie ingangen; van de versieringen van de ingangen is weinig overgebleven. De kansel bevond zich aan de oostzijde en werd verlicht via drie dubbele spitsboogvensters. Het schip werd verlicht via een enkel spitsboogvenster in de noordelijke en zuidelijke muur.
Het in 1740 aan de oostzijde aangebouwde mausoleum heeft een ingang in neoclassicistische stijl. In dit mausoleum bevinden zich een aantal graven van de Campbells of Dunstaffnage.

## Beheer
Dunstaffnage Chapel wordt sinds 1958 beheerd door Historic Environment Scotland, net als het nabijgelegen Dunstaffnage Castle.